# Wikimania

Il logo di Wikimania

Wikimania è una conferenza per gli utenti dei progetti Wikimedia. La conferenza è organizzata ogni anno in una città diversa, dopo un processo di candidatura, da parte di un gruppo locale ed è sostenuta dalla Wikimedia Foundation. I temi e le discussioni riguardano i progetti della Wikimedia Foundation, il software libero, la diffusione della conoscenza libera e gratuita e i diversi aspetti sociali e tecnici che si riferiscono a questi argomenti.

## Cronologia
La seguente tabella elenca tutte le edizioni di Wikimania già svolte o future:
| Edizione | Conferenza     | Data         | Luogo                             | Continente             | Partecipanti                     | Contenuti multimediali                             |
| -------- | -------------- | ------------ | --------------------------------- | ---------------------- | -------------------------------- | -------------------------------------------------- |
| I        | Wikimania 2005 | 5-7 agosto   | Francoforte, Germania             | Europa                 | 380                              | Presentazioni e video                              |
| II       | Wikimania 2006 | 4-6 agosto   | Cambridge, Stati Uniti d'America  | America settentrionale | 400                              | Presentazioni, audio, video ed altre presentazioni |
| III      | Wikimania 2007 | 3-4 agosto   | Taipei, Taiwan                    | Asia                   | 440                              |                                                    |
| IV       | Wikimania 2008 | 17-19 luglio | Alessandria, Egitto               | Africa                 | 650                              |                                                    |
| V        | Wikimania 2009 | 26-28 agosto | Buenos Aires, Argentina           | America meridionale    | 559                              | Presentazioni e video                              |
| VI       | Wikimania 2010 | 9-11 luglio  | Danzica, Polonia                  | Europa                 | Circa 500                        | Presentazioni                                      |
| VII      | Wikimania 2011 | 5-7 agosto   | Haifa, Israele                    | Asia                   | 720                              | Presentazioni                                      |
| VIII     | Wikimania 2012 | 12-15 luglio | Washington, Stati Uniti d'America | America settentrionale | 1400                             | Presentazioni                                      |
| IX       | Wikimania 2013 | 7-11 agosto  | Hong Kong                         | Asia                   | 700                              | Presentazioni                                      |
| X        | Wikimania 2014 | 6-10 agosto  | Londra, Regno Unito               | Europa                 | 1762                             | Video                                              |
| XI       | Wikimania 2015 | 15-19 luglio | Città del Messico, Messico        | America latina         | 800                              |                                                    |
| XII      | Wikimania 2016 | 21-28 giugno | Esino Lario, Italia               | Europa                 | 1365                             | Presentazioni e video                              |
| XIII     | Wikimania 2017 | 11-13 agosto | Montréal, Canada                  | America settentrionale | 1000                             |                                                    |
| XIV      | Wikimania 2018 | 20-22 luglio | Città del Capo, Sudafrica         | Africa                 | più di 700                       |                                                    |
| XV       | Wikimania 2019 | 16-18 agosto | Stoccolma, Svezia                 | Europa                 | più di 800                       |                                                    |
|          | Wikimania 2020 | Cancellata   | Prevista a Bangkok, Thailandia    |                        |                                  |                                                    |
| XVI      | Wikimania 2021 | 13-17 agosto | Online                            |                        |                                  |                                                    |
| XVII     | Wikimania 2022 | 11-14 agosto | Online                            |                        |                                  |                                                    |
| XVIII    | Wikimania 2023 | 16-19 agosto | Singapore                         | Asia                   | 761 in presenza e 2105 da remoto |                                                    |
| XIX      | Wikimania 2024 | 7-10 agosto  | Katowice, Polonia                 | Europa                 |                                  |                                                    |
| XX       | Wikimania 2025 | 6-9 agosto   | Nairobi, Kenya                    | Africa                 | 725 in presenza                  | Presentazioni                                      |

## Edizioni

### Wikimania 2005

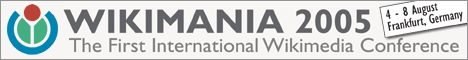
Logo di Wikimania 2005

La prima edizione di Wikimania si svolse in Germania, a Francoforte, presso la Haus der Jugend fra il 4 e l'8 agosto 2005. Vi parteciparono circa 380 persone.
La settimana della conferenza incluse anche quattro Hacking Days (dal 1º al 4 agosto), con venticinque sviluppatori che lavorarono e discussero sugli aspetti tecnici del software mediawiki e del funzionamento dei progetti Wikimedia.
I giorni principali della conferenza furono dal 5 al 7 agosto e furono impegnati interamente dalle varie presentazioni.
Fra i relatori delle conferenza spiccano Jimmy Wales, Ross Mayfield, Ward Cunningham e Richard Stallman (il quale ha parlato nell'ambito della presentazione titolata Copyright and community in the age of computer networks). La maggior parte degli eventi si è tenuta in lingua inglese, con alcune eccezioni in tedesco.
Sponsor dell'evento furono Answers.com, Socialtext, Sun Microsystems, DocCheck e Logos Group.

### Wikimania 2006

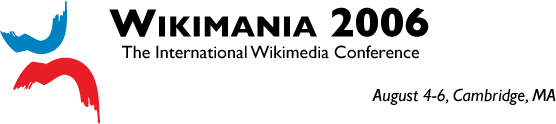
Logo di Wikimania 2006

Wikimania 2006 si svolse negli Stati Uniti, a Cambridge presso il Berkman Center for Internet & Society della Harvard Law School dal 6 all'8 agosto. Vi parteciparono fra le 400 e le 500 persone.
Alcuni dei relatori furono Jimmy Wales, Lawrence Lessig, Brewster Kahle, Yochai Benkler, Mitch Kapor, Ward Cunningham, e David Weinberger. Dan Gillmor tenne una non conferenza sul giornalismo partecipativo.
La conferenza plenaria di Wales fu incentrata sull'evoluzione della Wikimedia Foundation, dai primi passi fino alla complessa struttura esistente in quel momento, la frequente spinta per una maggiore qualità rispetto alla qualità, la distribuzione di Wikipedia su tutti gli OLPC, la creazione di Wikiversity e dell'advisory board approvata dal consiglio di Wikimedia e lo sviluppo del wysiwyg Wiki-WYG, reso possibile da investimenti privati di Wikia e Socialtext.
Sponsor principale dell'evento fu Answers.com, seguito da Amazon.com, Berkman Center for Internet and Society della Harvard Law School, Nokia, WikiHow, Wetpaint, Ask.com, Yahoo!, Socialtext, IBM, FAQ Farm, Elevation Partners, One Laptop Per Child, e Sunlight Foundation.
Oltre Cambridge, anche Londra, Milano, Boston e Toronto furono candidate ad ospitare l'evento.

### Wikimania 2007

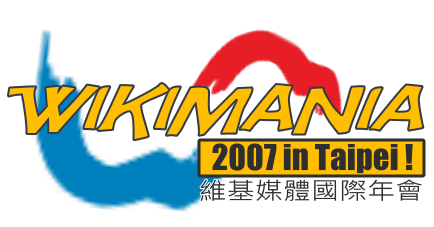
Logo di Wikimania 2007

Wikimania 2007 si è svolta a Taipei, Taiwan dal 3 al 5 agosto 2007. Per la prima volta si è anche tenuto un corso per i volontari.
Oltre Taipei, anche Londra, Alessandria d'Egitto, Torino, Hong Kong, Singapore, Istanbul ed Orlando vennero candidate per ospitare l'evento.
I partecipanti sono stati 440.

### Wikimania 2008

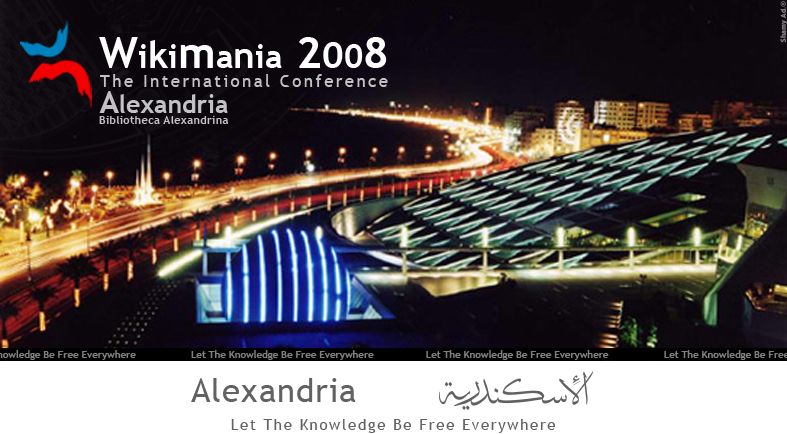
Banner di Wikimania 2008

Wikimania 2008 si è svolta presso la Bibliotheca Alexandrina di Alessandria d'Egitto dal 17 al 19 luglio 2008. Vi parteciparono circa 650 persone.
Oltre Alessandria, anche Karlsruhe, Londra e Toronto sono state candidate.
La scelta di Alessandra come sede della conferenza è stata oggetto di polemiche dovute alla politica censoria e repressiva da parte dell'Egitto.

### Wikimania 2009

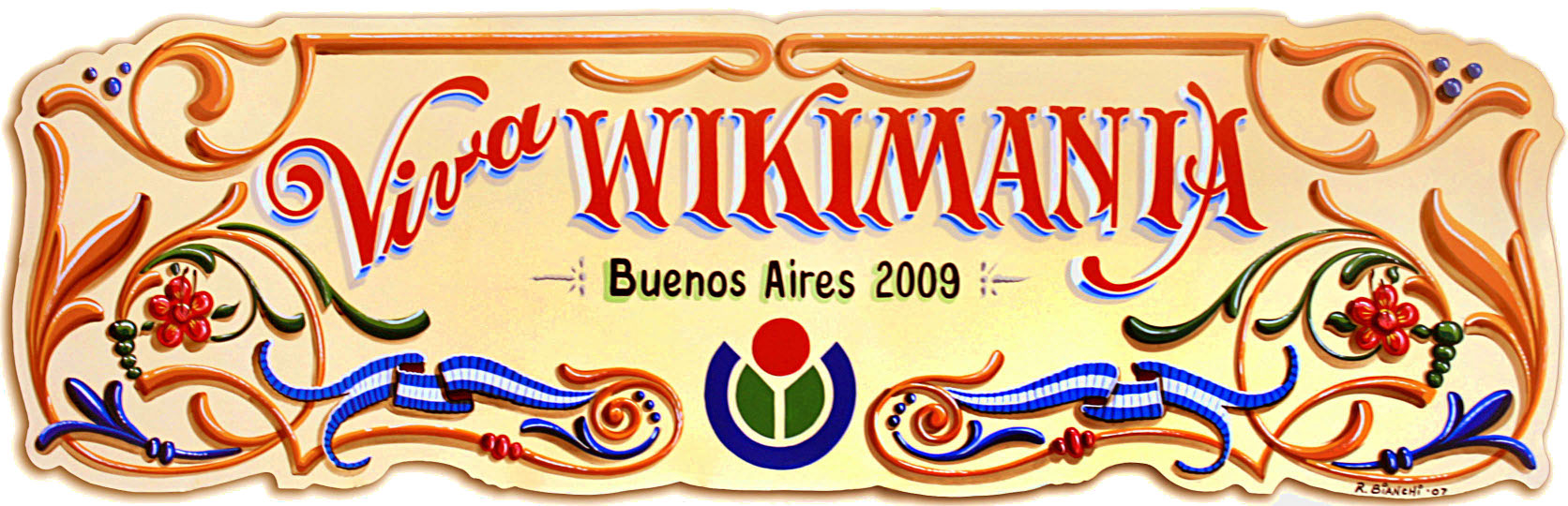
Logo di Wikimania 2009

Wikimania 2009 si è tenuta in Argentina, a Buenos Aires fra il 26 ed il 28 agosto 2009. Vi parteciparono in 559.
Vennero candidate anche Toronto, Brisbane e Karlsruhe.

### Wikimania 2010

Logo di Wikimania 2010

Wikimania 2010 si è svolta fra il 9 e l'11 giugno 2010 in Polonia, a Danzica, presso la Filarmonica baltica.
Le candidature di Amsterdam e Oxford ad ospitare l'evento furono scartate in favore di Danzica con un margine ristretto, facendo però sì che quella del 2010 fosse la seconda edizione di Wikimania a svolgersi in territorio europeo.
È stata la prima volta in cui ci si è concentrati sugli aspetti culturali della nazione ospitante, in particolare con un concerto dell'orchestra filarmonica nel decennale della morte del compositore Władysław Szpilman e la première del film Truth in Numbers? Everything, According to Wikipedia.
Durante la conferenza, Sue Gardner, direttore esecutivo della Wikimedia Foundation, ha dichiarato che è obiettivo della fondazione far crescere il numero di visitatori di siti Wikimedia 371 a 680 milioni al mese, nei prossimi cinque anni.

### Wikimania 2011

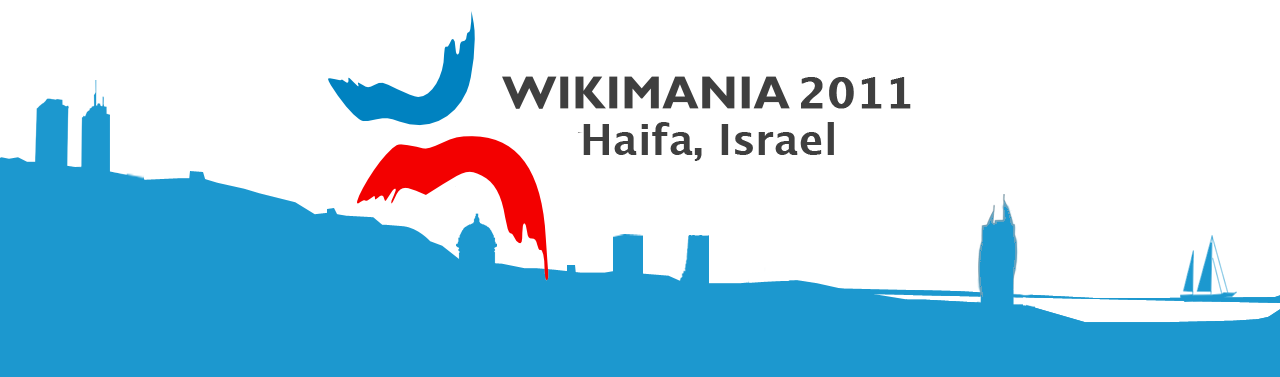
Logo ufficiale di Wikimania 2011

L'edizione di Wikimania 2011 si è svolta ad Haifa in Israele dal 4 al 7 agosto, con altri due giorni, il 2 ed il 3 dedicati ad incontri per gli sviluppatori. Le altre città candidate erano Montréal, New York e Toronto.
L'edizione è balzata alle cronache dal primo giorno a causa di alcuni dichiarazioni date durante la conferenza plenaria in apertura: da esse è risultato che il numero di collaboratori nel progetto in inglese sta diminuendo; in compenso nella conferenza di chiusura tenuta dal fondatore Jimmy Wales si è notato che solo le due versioni con maggiori voci sono in debole calo di collaboratori, mentre le voci minori sono in incredibile aumento mantenendo il trend degli anni precedenti. Jimbo ha anche indicato quale sarà il futuro di Wikipedia: semplificare.
Durante questa edizione è stato inoltre assegnato il primo premio al wikipediano dell'anno vinto da Rauan Kenzhekhanuly, un utente di Wikipedia in lingua kazaka, progetto che è passato in un anno da 15 a 213 contributori.

### Wikimania 2012

Logo di Wikimania 2012

L'edizione di Wikimania 2012 si è svolta dal 12 al 15 luglio 2012 a Washington negli Stati Uniti.
Hanno partecipato circa 1400 persone da 87 paesi.
In parallelo si è tenuta Tech@State:Wiki.Gov, conferenza organizzata dal Dipartimento di Stato USA con tema conoscenza collaborativa e uso dei wiki nel settore pubblico.

### Wikimania 2013

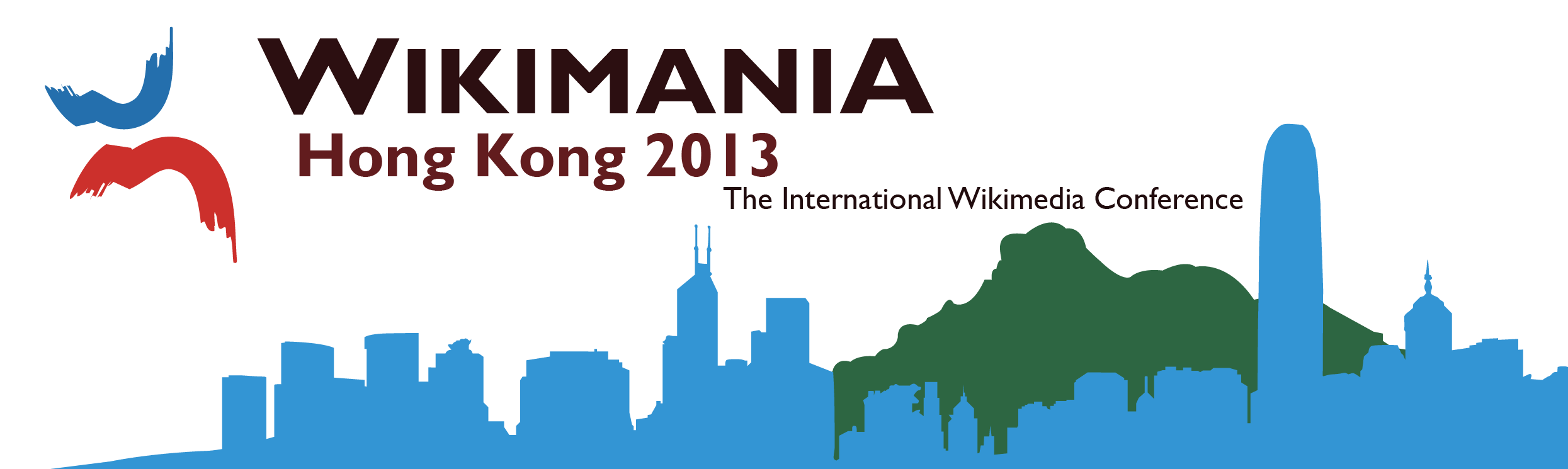
Logo di Wikimania 2013

L'edizione di Wikimania 2013 si è svolta ad Hong Kong presso la Hong Kong Polytechnic University. Una delle serate di festa dell'evento si è tenuta presso l'International Commerce Centre, il grattacielo più alto della città.
Le altre città candidate erano Napoli, Londra, Bristol e Surakarta.

### Wikimania 2014

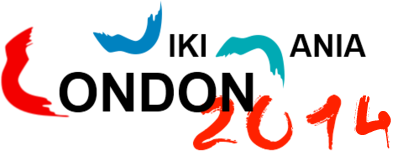
Logo di Wikimania 2014

L'edizione 2014 di Wikimania si è tenuta dall'8 al 10 agosto al Barbican Centre di Londra. Tale città è stata scelta nel maggio 2013; l'unica altra città candidata era Arusha (Tanzania).
Si è trattato della prima Wikimania dopo la nomina di Lila Tretikov a direttrice esecutiva della Wikimedia Foundation.

### Wikimania 2015

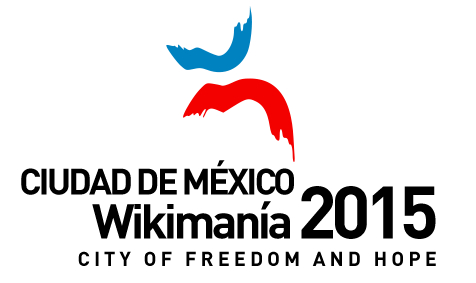
Logo di Wikimania 2015

L'edizione 2015 di Wikimania si è tenuta a Città del Messico. Le altre candidate erano Arusha e Dar es Salaam in Tanzania, Bali in Indonesia, Città del Capo in Sudafrica, Esino Lario in Italia (successivamente ritiratasi per presentare la propria candidatura l'anno successivo), e Monastir in Tunisia.
L'evento si è svolto dal 15 al 19 luglio presso l'Hilton Mexico City Reforma. Originariamente la conferenza era prevista all'interno della Biblioteca Vasconcelos.

### Wikimania 2016

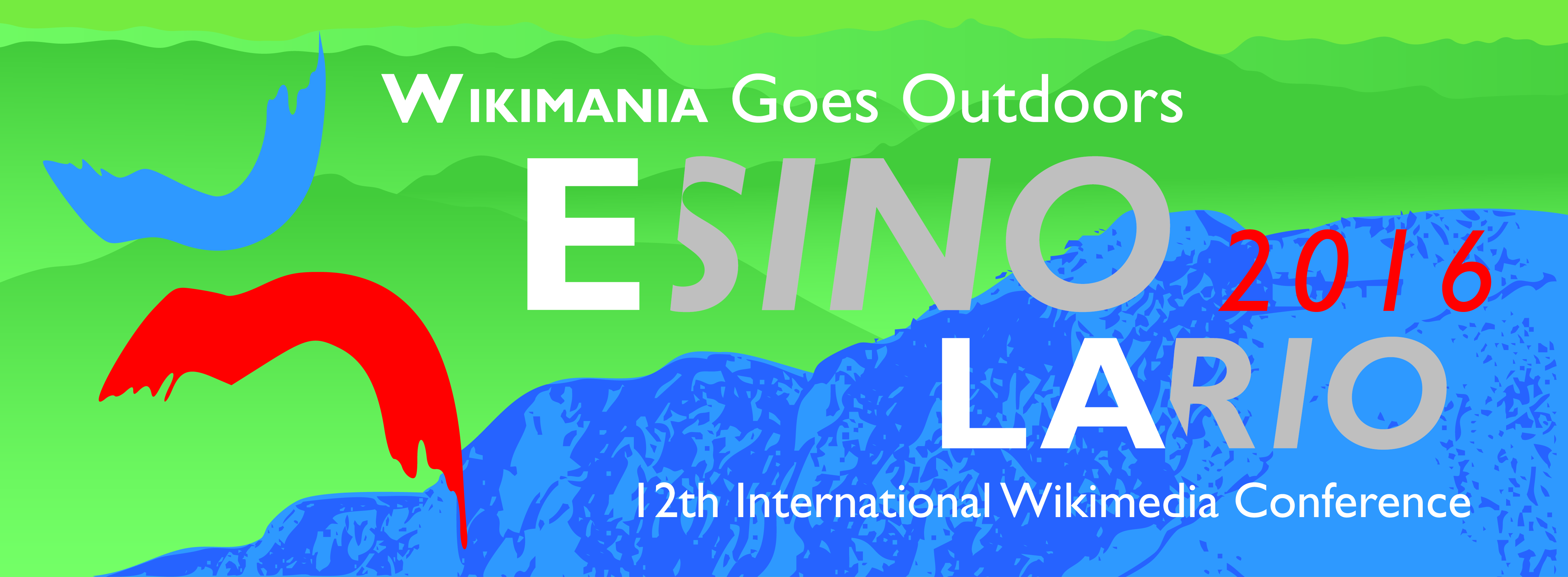
Logo di Wikimania 2016

La dodicesima edizione di Wikimania si è tenuta a Esino Lario in Italia. Le altre città candidate erano Atlantic City, Chennai, Dar es Salaam, Saint Louis e Manila, quest'ultima eliminata al ballottaggio finale con la candidata italiana.
L'evento si è svolto dal 21 al 28 giugno e ha avuto come sedi diversi edifici del paese (la biblioteca, il museo, la scuola elementare ecc...).
Durante la cerimonia di apertura dell'evento Katherine Maher è stata nominata direttrice esecutiva di Wikimedia Foundation, carica che già ricopriva ad interim dopo le dimissioni di Lila Tretikov del 25 febbraio 2016.

### Wikimania 2017

Logo di Wikimania 2017

La tredicesima edizione di Wikimania si è svolta a Montréal, in Canada, nel 2017. L'evento ha avuto luogo dal 9 al 13 agosto presso l'hotel Centre Sheraton.

### Wikimania 2018

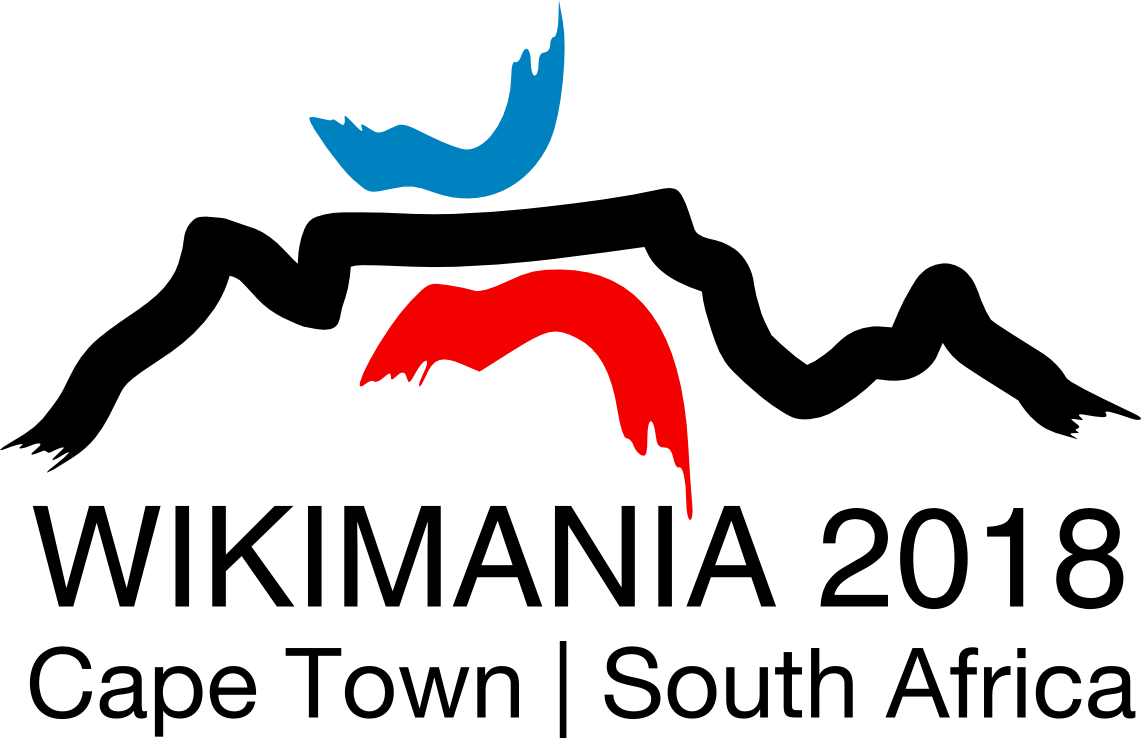
Logo di Wikimania 2018

La quattordicesima edizione di Wikimania si è svolta a Città del Capo, in Sudafrica, nel 2018.

### Wikimania 2019
La quindicesima edizione di Wikimania si è svolta a Stoccolma, in Svezia, nel 2019.

### Wikimania 2020
Nel 2020 Wikimania era prevista a Bangkok a cura del gruppo Wikimedia ESEAP (East, Southeast Asia and the Pacific Regional Cooperation), ma a causa della pandemia venne rimandata al 2021 e poi annullata.

### Wikimania 2021
Nel 2021 Wikimania si è svolta online come evento virtuale. Il comitato organizzativo (COT)

### Wikimania 2022

Logo di Wikimania 2023

Nel 2022 Wikimania si è svolta online come evento virtuale.

### Wikimania 2023
Nel 2023 Wikimania si è svolta a Singapore dal 16 al 19 agosto.